# Lullaby Land
Lullaby Land (bra: Terra de Ninar) é um curta-metragem de animação lançado em 1933, como parte da série Silly Symphonies. Foi dirigido por Wilfred Jackson e produzido por Walt Disney.